# Doug Savant
Douglas Peter Savant (Burbank, 21 giugno 1964) è un attore statunitense, noto per il ruolo di Matt Fielding in Melrose Place, e per il ruolo di Tom Scavo in Desperate Housewives.

## Biografia
Ad inizio carriera ha ottenuto ruoli nei film Morte a 33 giri e Voglia di vincere, e ha preso parte ad alcuni episodi del serial California.
Il ruolo che interpretava in Melrose Place era noto per essere il primo personaggio apertamente gay apparso in televisione. Il personaggio fu più volte censurato dal network che trasmetteva la serie, per alcune scene troppo audaci e per un bacio con l'attore Jason Beghe.
Savant ha preso parte a molte serie televisive come: CSI: Scena del crimine, Nip/Tuck, NCIS, NYPD Blue e 24. Ottiene anche un piccolo ruolo nel film Godzilla di Roland Emmerich.
Successivamente interpreta il ruolo di Tom Scavo nella serie Desperate Housewives, un ruolo marginale almeno per la prima stagione, ma dalla seconda stagione il suo personaggio acquista più spazio, diventando parte integrante del cast.

## Vita privata
Nel 1983 a 19 anni ha sposato Dawn Dunkin da cui ha avuto due figlie. I due divorziarono nel 1997.
Nel novembre 1997, si è fidanzato con l'attrice Laura Leighton, co-protagonista di Melrose Place e attrice nella serie Pretty Little Liars; sei mesi dopo, nel maggio 1998 si sono sposati ed hanno avuto due figli.

## Filmografia parziale

### Cinema
- Swing Shift - Tempo di swing (Swing Shift), regia di Jonathan Demme (1984)
- L'ammiratore segreto (Secret Admirer), regia di David Greenwalt (1985)
- Voglia di vincere (Teen Wolf), regia di Ron Daniel (1985)
- Morte a 33 giri (Trick or Treat), regia di Charles Martin Smith (1986)
- The Hanoi Hilton, regia di Lionel Chetwynd (1987)
- Masquerade, regia di Bob Swaim (1988)
- Paint It Black - Quando il destino si tinge di nero (Paint It Black), regia di Tim Hunter e Roger Holzberg (1989)
- Red Surf - Giovani iene (Red Surf), regia di H. Gordon Boos (1989)
- Maniac Cop 3 - Il distintivo del silenzio (Maniac Cop 3: Badge of Silence), regia di William Lustig (1992)
- Godzilla, regia di Roland Emmerich (1998)
- The One, regia di James Wong (2001) – non accreditato
- April Rain - Pioggia di proiettili (April Rain), regia di Luciano Saber (2014)

### Televisione
- Alfred Hitchcock presenta (Alfred Hitchcock Presents) – serie TV, un episodio (1986)
- California (Knots Landing) – serie TV, 9 episodi (1986-1987)
- L'ispettore Tibbs (In the Heat of the Night) – serie TV, episodi 1x01-1x02 (1988)
- Lotta per la vita (Aftermath: A Test of Love), regia di Glenn Jordan – film TV (1991)
- Colombo (Columbo) – serie TV, episodio speciale 1x02 (1992)
- La vera storia di Bonnie e Clyde (Bonnie & Clyde: The True Story), regia di Gary Hoffman – film TV (1992)
- Melrose Place – serie TV, 142 episodi (1992-1997)
- Profiler - Intuizioni mortali (Profiler) – serie TV, episodio 3x12 (1999)
- Il volto della vendetta (A Face To Kill For), regia di Michael Toshiyuki Uno – film TV (1999)
- Rapimento alla Casa Bianca (First Daughter), regia di Armand Mastroianni – film TV (1999)
- Giochi di potere (First Target ), regia di Armand Mastroianni – film TV (2000)
- Firefly – serie TV, episodio 1x03 (2002)
- Agguato al Presidente (First Shot), regia di Armand Mastroianni – film TV (2002)
- La vita secondo Jim (According to Jim) – serie TV, episodio 2x07 (2002)
- 24 – serie TV, 4 episodi (2004)
- Nip/Tuck – serie TV, episodio 2x05 (2004)
- CSI - Scena del crimine (CSI: Crime Scene Investigation) – serie TV, episodio 5x05 (2004)
- NCIS - Unità anticrimine (NCIS) – serie TV, episodi 1x22-16x20 (2004-2019)
- All You've Got - Unite per la vittoria (All You've Got), regia di Gary Harvey – film TV (2006)
- Il diritto di una madre (Playing for Keeps), regia di Gary Harvey – film TV (2009)
- Desperate Housewives – serie TV, 167 episodi (2004-2012)
- Rizzoli & Isles – serie TV, episodio 4x11 (2013)
- Criminal Minds – serie TV, episodio 9x10 (2013)
- Scorpion – serie TV, episodio 2x06 (2015)
- X-Files (The X-Files) – serie TV, episodio 10x02 (2016)
- Castle – serie TV, episodio 8x14 (2016)
- 9-1-1 – serie TV, episodi 1x03-1x10 (2018)
- Lucifer – serie TV, episodio 3x23 (2018)
- NCIS: New Orleans – serie TV, episodi 4x23-4x24 (2018)
- MacGyver – serie TV, episodio 3x11 (2019)
- Leverage: Redemption – serie TV, 5 episodi (2022-in corso)

## Doppiatori italiani
Nelle versioni in italiano delle opere in cui ha recitato, Doug Savant è stato doppiato da:
- Roberto Draghetti in Desperate Housewives, Castle, Lucifer, NCIS - Unità anticrimine (ep. 16x20)
- Roberto Certomà in Godzilla, 24, Playing for Keeps
- Vittorio Guerrieri in Rapimento alla Casa Bianca, NCIS - Unità anticrimine (ep. 1x22), Agguato al Presidente
- Mauro Gravina in Colombo, 9-1-1
- Maurizio Fiorentini in Melrose Place, Il coraggio di Nancy
- Pasquale Anselmo in Criminal Minds, NCIS: New Orleans
- Massimo Rinaldi in Voglia di vincere
- Giorgio Borghetti in Morte a 33 giri
- Vittorio Stagni in Alfred Hitchcock presenta
- Luca Ward in Masquerade
- Angelo Maggi in Red Surf - Giovani iene
- Marco Bolognesi in Soluzione mortale
- Massimo Lodolo in Profiler - Intuizioni mortali
- Donato Sbodio in Nip/Tuck
- Francesco Bulckaen in La vita secondo Jim
- Alessandro Messina in April Rain - Pioggia di proiettili
- Saverio Indrio in X-Files